# Bahnstadt

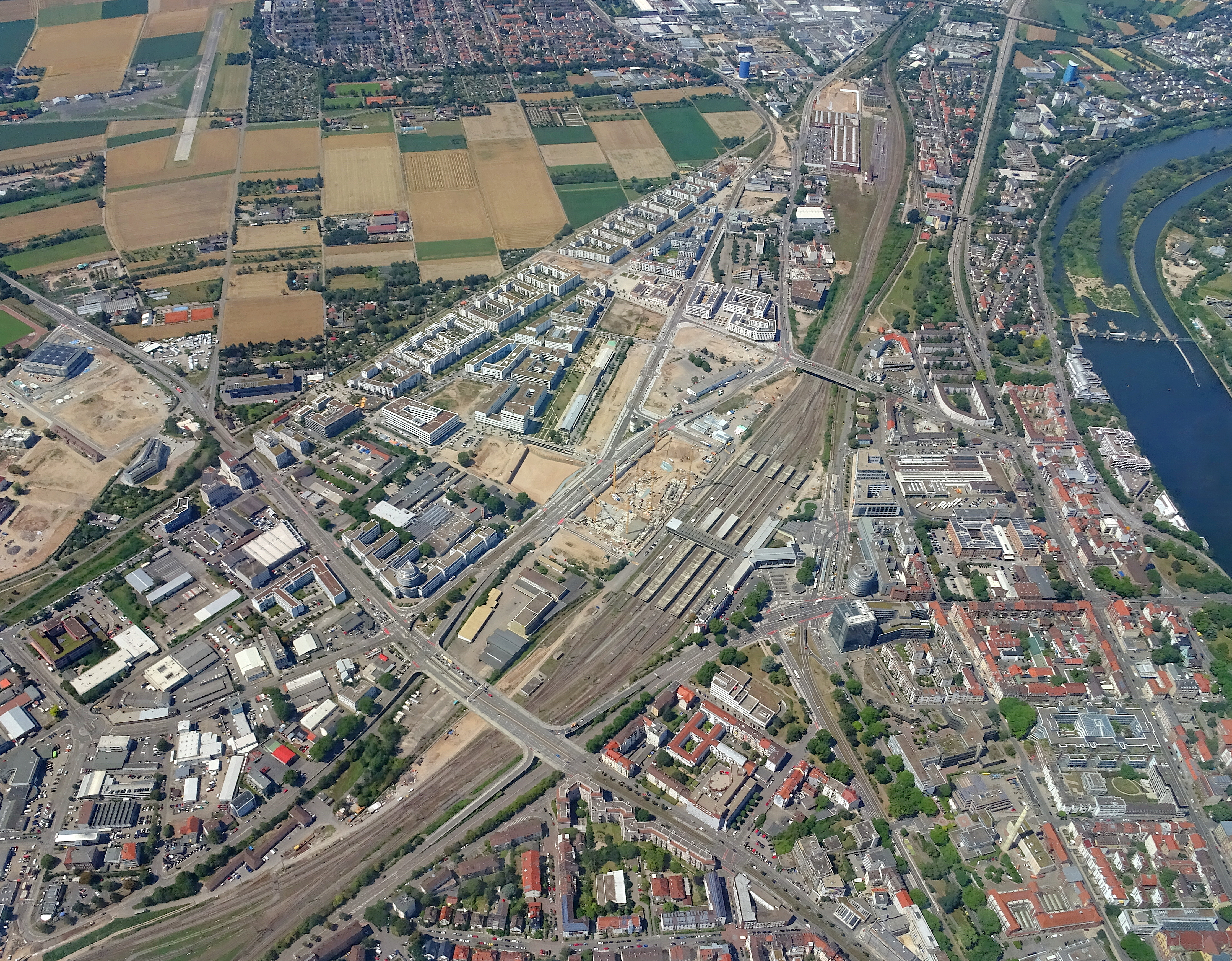
Luftbild des Stadtteils Bahnstadt in Heidelberg (Juli 2020)

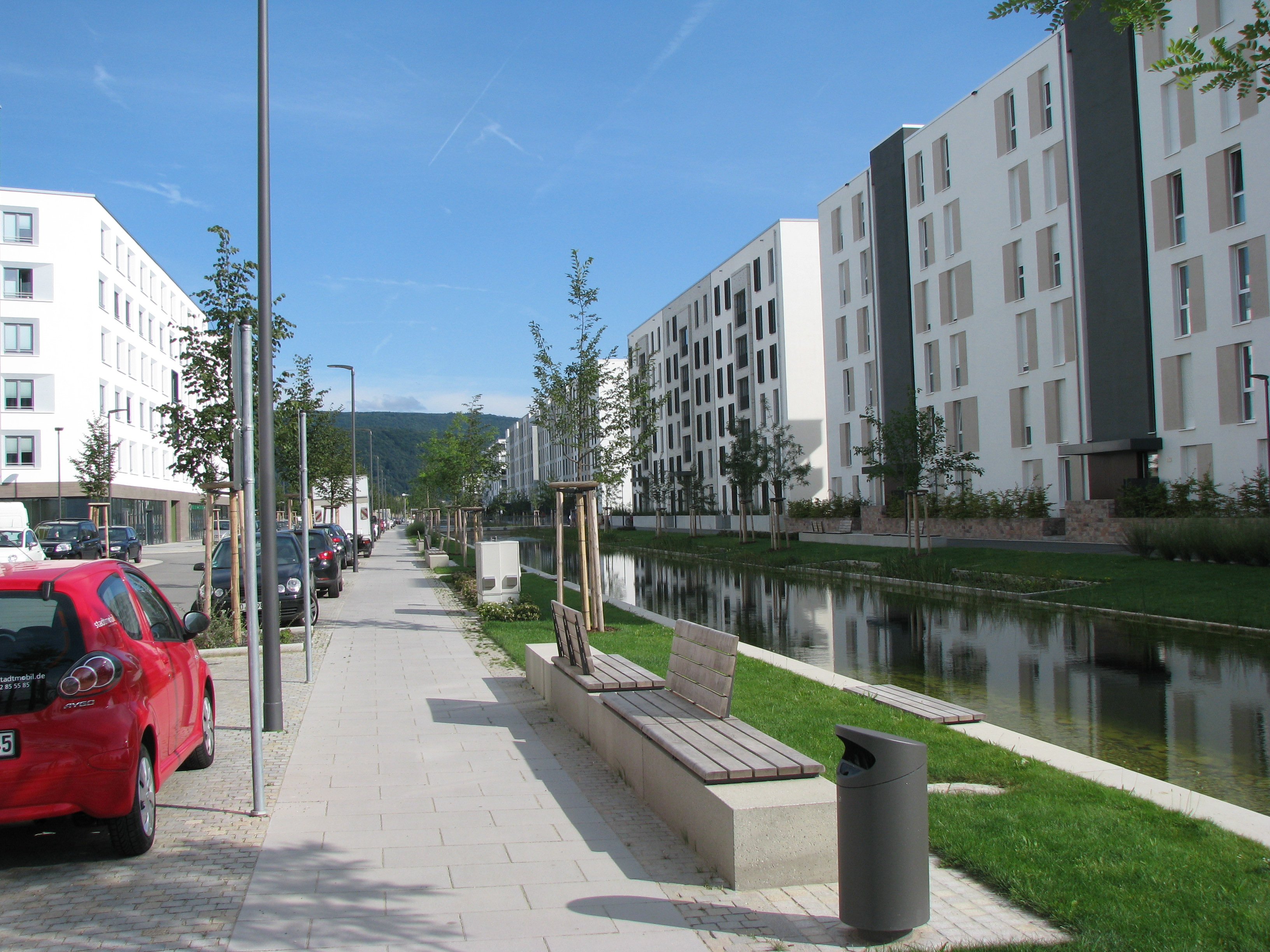
Der Lange Anger in der Bahnstadt (2014)

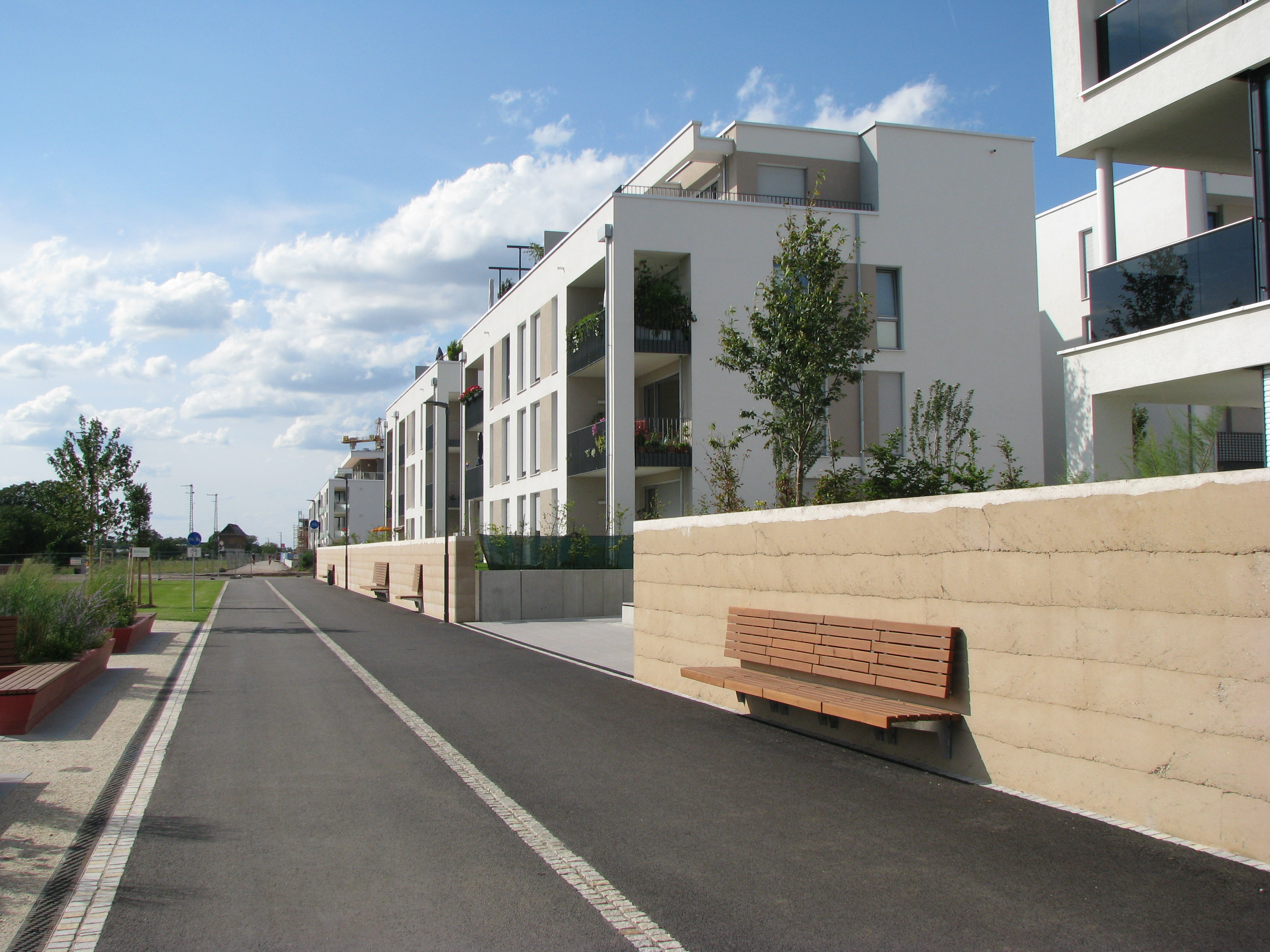
Die Promenade als Begrenzung zu den Pfaffengrunder Feldern (2014)

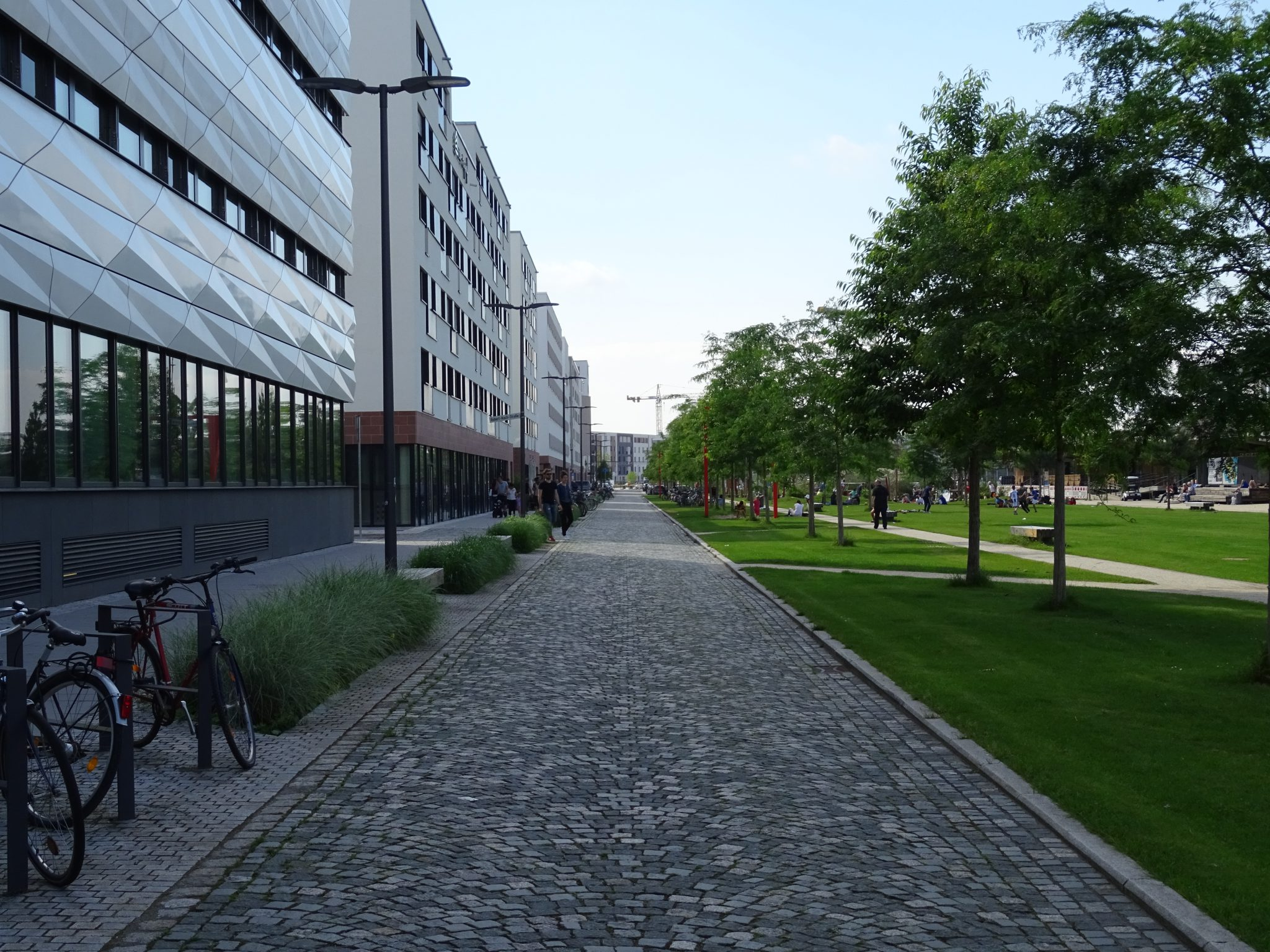
Zollhofgarten fertiggestellt 2017

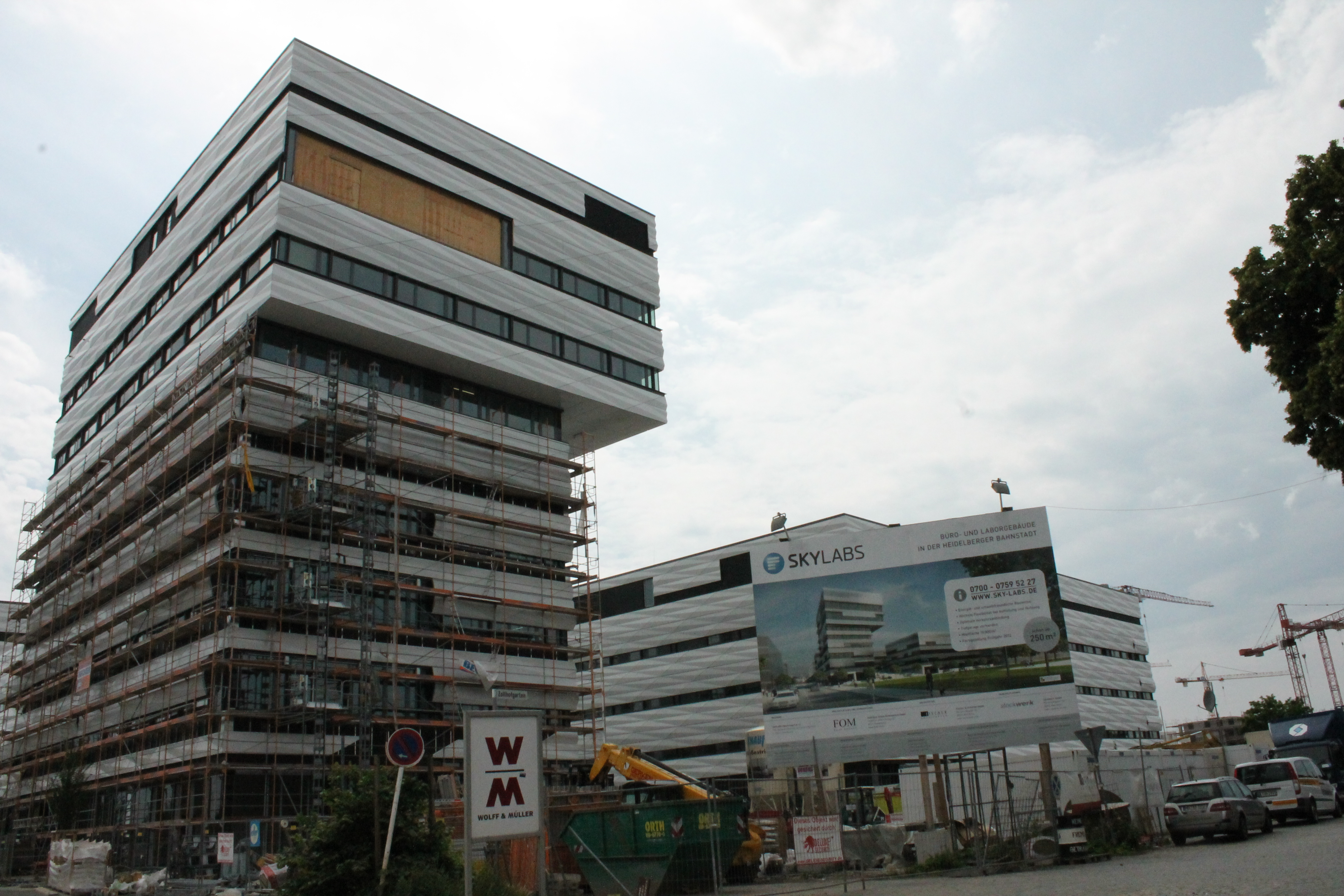
„Skylabs“ im Bau (2012)

Die Bahnstadt ist ein neuer Stadtteil von Heidelberg auf dem Gelände des ehemaligen Güterbahnhofs. Ein Großteil der geplanten 7.000 Arbeitsplätze und 5.500 Wohnungen ist erschlossen (Stand: 2024). Nach seiner Fertigstellung soll der Stadtteil die größte Passivhaussiedlung der Welt sein. Es handelt sich bei dem Areal vorwiegend um eine Bahnbrache aus Rangier- und Güterbahnhofsflächen, die von der Deutschen Bahn aufgegeben worden war. Zwei technische Baudenkmäler, der Wasserturm am Czernyring sowie ein Bahnbetriebswerk mit Wasserturm, bleiben am Rande der Bahnstadt erhalten.

## Lage, geplante Größe
Das Areal der Bahnstadt beträgt 108,6 Hektar und erstreckt sich südwestlich des Hauptbahnhofes. Der 2011 neu geschaffene offizielle Stadtteil wurde aus Gebietsteilen der Stadtteile Weststadt, Pfaffengrund und Wieblingen gebildet und grenzt außerdem noch an die Stadtteile Bergheim und Kirchheim.
Der Stadtteil Bahnstadt wird – nach aktueller Konzeption – zwischen 5.000 und 6.000 Einwohner beherbergen können, daneben sollen etwa 7.000 neue Arbeitsplätze durch Ansiedlung von Gewerbe- und Dienstleistungsbetrieben geschaffen werden. Mit der Bebauung der Bahnstadt soll dem enormen Bedarf an Wohnflächen einheimischer und zugezogener Bürger nachgekommen werden, der ein Hauptproblem der kommunalen Politik Heidelbergs ist.
Der Einzug der ersten Bewohner der Bahnstadt war ursprünglich für den Jahreswechsel 2006/2007 geplant. Wegen grundsätzlicher Differenzen zwischen der Stadt und dem größten Grundstückseigentümer – dem Bahn-Immobilienunternehmen Aurelis – verzögerte sich das Projekt zunächst. Im Januar 2008 erwarb die Entwicklungsgesellschaft Heidelberg (EGH) rund 60 Hektar der ehemaligen Bahnflächen. Die Planung sieht darauf 15 Hektar Wohngebiet, 15 Hektar Gewerbegebiet, sechs Hektar Mischgebiet sowie 14 Hektar Grün- und Freiflächen vor. Weitere 20 Hektar erwarb die Stadt Heidelberg. Insgesamt 40 Hektar sind noch in privatem Besitz oder werden von den amerikanischen Streitkräften genutzt.
Im Mai 2010 erfolgte der erste Spatenstich für das Wissenschaftsareal Campus II, das mit 60 Millionen US-Dollar von der Max-Jarecki-Stiftung gefördert wird. Im Sommer 2012 zogen die ersten Bewohner in die Bahnstadt.
Der Heidelberger Gemeinderat bestätigte 2011 die Bahnstadt als 15. Heidelberger Stadtteil. Einige Abschnitte im Osten verblieben auf Wunsch der dortigen Bewohner und Gewerbetreibenden jedoch bei der Weststadt und bei Kirchheim. Im Juli 2014 wurde der erste Bauabschnitt der Bahnstadt eingeweiht. Zurzeit (Januar 2019) laufen die Bauarbeiten der dritten Bauphase.

## Wettbewerbe
Ein städtebaulicher Wettbewerb wurde durchgeführt und nach den dabei entwickelten Ideen durch den Gemeinderat eine Konzeption verabschiedet. Im Juli 2008 wurde ein Architektenwettbewerb zur Bebauung der ersten Baufelder ausgeschrieben.
Ein zweiter städtebaulicher Wettbewerb wurde im Februar 2009 ausgeschrieben, die Sieger wurden im Mai 2009 ermittelt und bekannt gegeben. Dieser Wettbewerb bezog sich auf das „Campus II“ benannte Areal, in dem unter anderem die Ansiedelung von Wissenschafts- und Forschungszentren projektiert ist.

## Straßennamen
Im Dezember 2010 beschloss der Heidelberger Gemeinderat die Benennung der neu angelegten Straßen und Plätze in der Bahnstadt. Im Bereich des Campus tragen die Straßen den Namen von Wissenschaftlern und Nobelpreisträgern, die in der Stadt tätig waren. Im Wohngebiet wird hauptsächlich auf Heidelberger Partnerstädte Bezug genommen.

## Erschließung durch den öffentlichen Nahverkehr
Die Bahnstadt wird durch die Linien 22 und 26 der Straßenbahn Heidelberg bedient. Beide verbinden die Bahnstadt mit dem Heidelberger Hauptbahnhof (Südausgang) und der Innenstadt (Bismarckplatz).

## Bildungs- und Forschungseinrichtungen

### Schulen
- Grundschule Bahnstadt im B3, Gadamerplatz (Eröffnung 2017)

### Institute
- Skylabs

Parks und Spielplätze
| Name                    | Typ        | Größe  | Spielgeräte |
| ----------------------- | ---------- | ------ | --- |
| Pfaffengrunder Terrasse | Spielplatz | Groß   | Nestschaukel, Broccia, Springbrunnen, Disk Golf, Slackline, Verrücktes Schiff, Tischtennis, Lange Tafel, Trampoline, Grafitiwände |
| Gadamerplatz            | Spielplatz | Klein  | Klettergerüste, Hüpfkästchen |
| Spielplatz Feuerwehr    | Spielplatz | Mittel | Großes Feuerwehrauto |
| Spielplatz Eisenbahn    | Spielplatz | Mittel | Großer ICE |
| Spielplatz Bauernhof    | Spielplatz | Mitte  | Großer Bauernhof |

## Regelmäßige Veranstaltungen
- Der Bahnstadtlauf wird jedes Jahr im Juli ausgetragen.[10]
- Das Sommerfest der Bahnstadt findet zeitgleich zum Bahnstadtlauf statt.

## Öffentliche Kritik
Der neue Stadtteil wird in der Öffentlichkeit durchaus kritisch gesehen. Kritik gibt es etwa am „kahlen“ Baustil, der Flächenversiegelung und fehlenden Bäumen. Ein Forschungsprojekt fand zudem heraus, dass es im Sommer im gesamten Stadtgebiet in der Bahnstadt am wärmsten wird. Nicht nur in den Straßen staut sich die Hitze im Sommer, auch Anwohner und Geschäftsleute berichten von Hitze in den Innenräumen der Passivhäuser und nachträglich installierten Klimaanlagen.
Als weiteren Kritikpunkt werden die teils hohen Mietpreise diskutiert, so dass die Bahnstadt bereits als „Stadtteil der Besserverdienenden“ bezeichnet wurde.

## Sonstiges
In der Bahnstadt wurden Korkeichen angepflanzt. Diese kommen üblicherweise im westlichen Mittelmeerraum vor, können nun aber durch die Auswirkungen der aktuellen globalen Erwärmung auch in nördlicheren Regionen gedeihen.